# چاه دشت محمدخان ۷
چاه دشت محمدخان ۷ نام آبادی‌ای است در استان خراسان رضوی، شهرستان بردسکن، بخش انابد، دهستان صحرا.

## جمعیت
بر اساس سرشماری سال ۱۳۸۵ جمعیت آن ۱۷ نفر با ۵ خانوار بوده‌است.